# Rudarius
Rudarius – rodzaj morskich ryb rozdymkokształtnych z rodziny jednorożkowatych. 

## Klasyfikacja
Gatunki zaliczane do tego rodzaju:
- Rudarius ercodes
- Rudarius excelsus
- Rudarius minutus